# جوستين فليتشير
جوستين فليتشير (بالإنجليزية: Justin Fletcher)‏ هو مذيع وممثل بريطاني، ولد في 15 يونيو 1970 في المملكة المتحدة.

## أعمال

### أفلام
- (2015) شون ذا شيب[4][5]

## وصلات خارجية
- جوستين فليتشير على موقع IMDb (الإنجليزية)
- جوستين فليتشير على موقع ميوزك برينز (الإنجليزية)
- جوستين فليتشير على موقع ديسكوغز (الإنجليزية)
- جوستين فليتشير على موقع قاعدة بيانات الفيلم (الإنجليزية)